# إميل لامب
إميل لامب (و. 1840 – 1918 م) هو رياضياتي، وأستاذ جامعي ألماني، كان عضوًا في الأكاديمية الألمانية للعلوم ليوبولدينا، توفي عن عمر يناهز 78 عاماً.